# Dreilindenpark

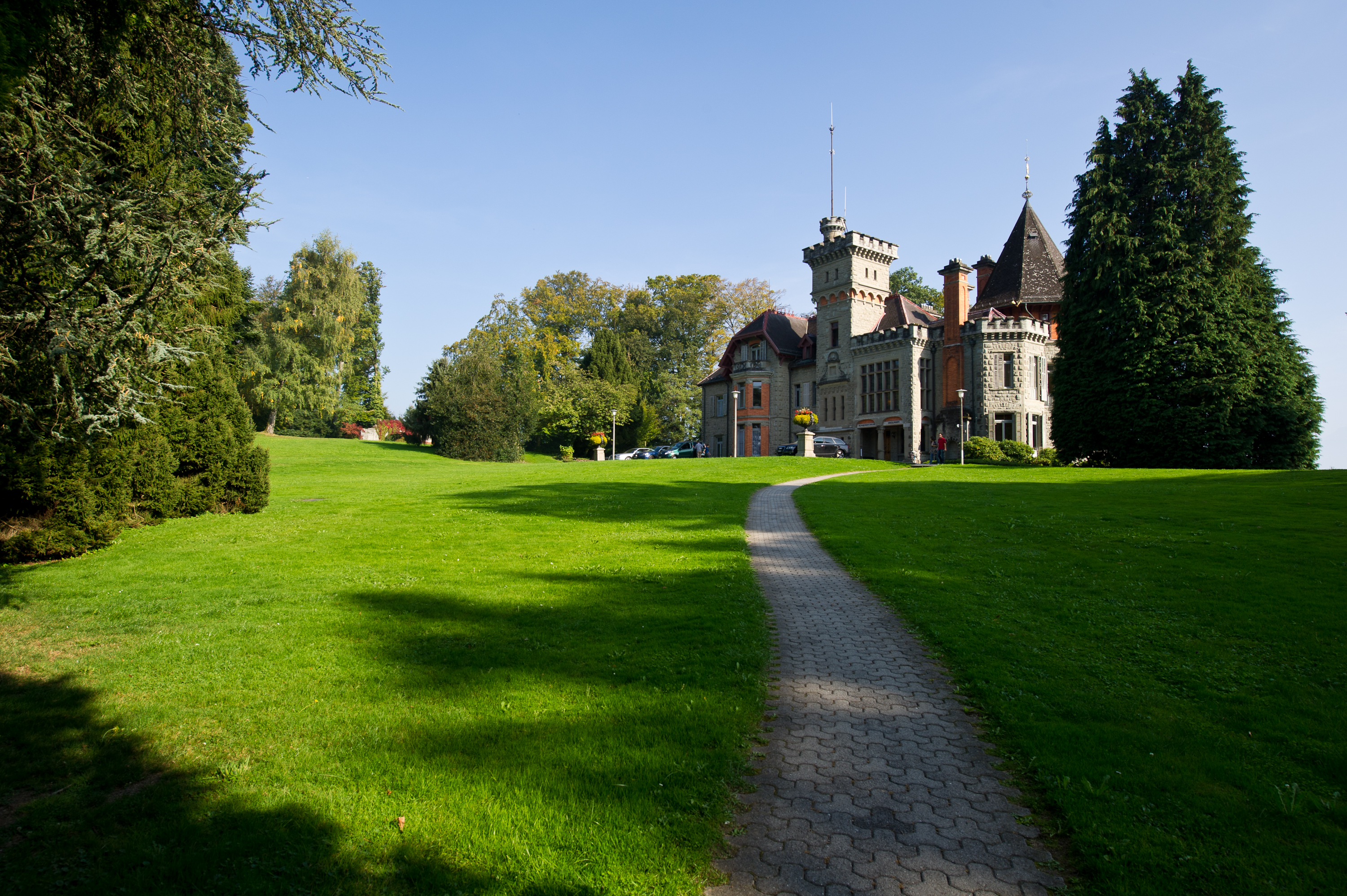
Dreilindenpark mit Konservatorium

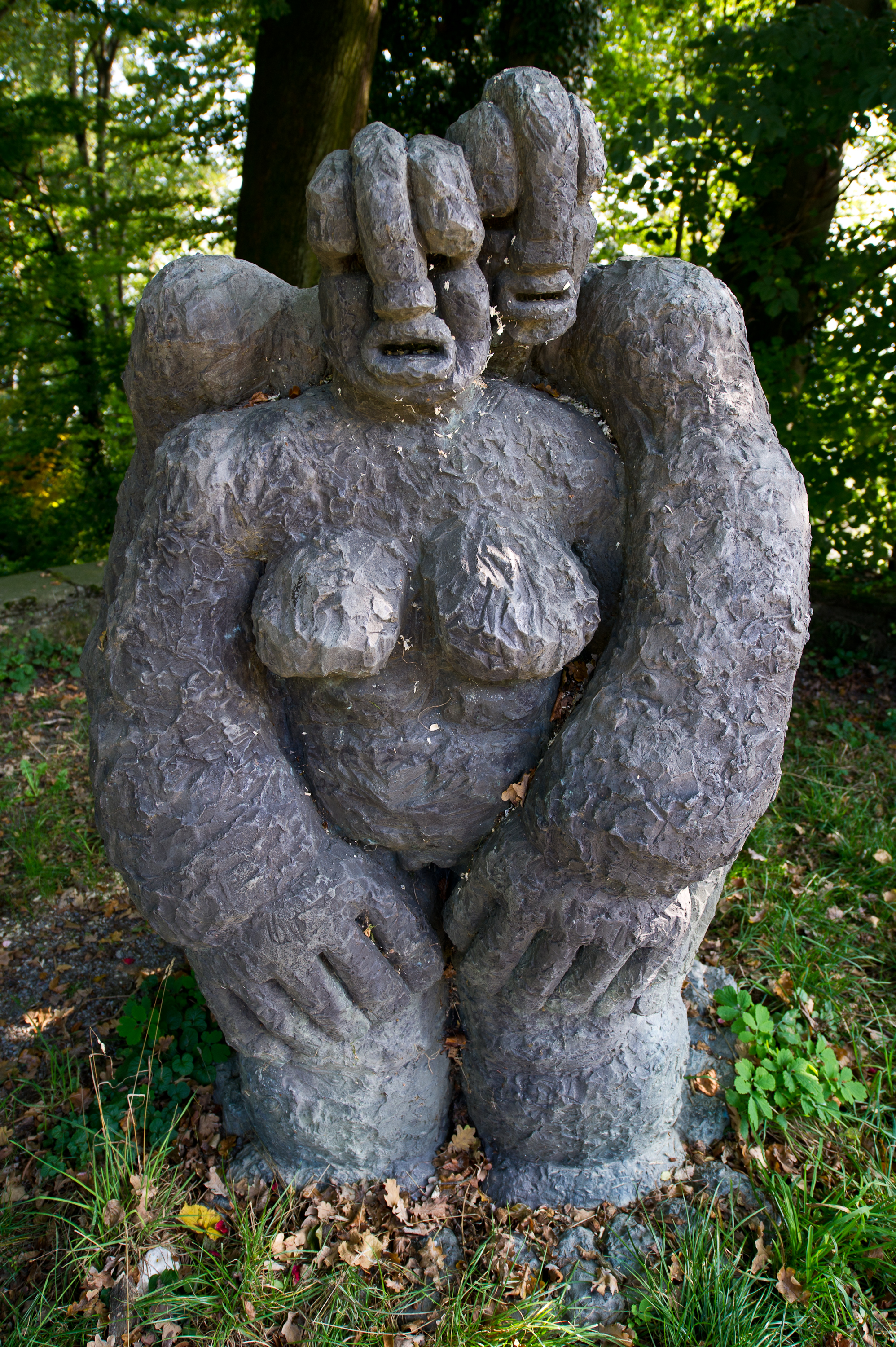
Skulptur von Rudolf Blättler

Der Dreilindenpark (umgangssprachlich auch Konsipark genannt) ist mit einer Fläche von 35'000 m2 der grösste öffentliche Park in der Stadt Luzern. Er befindet sich auf dem Dreilinde, einem Hügel zwischen Stadt und Dietschiberg mit Aussicht auf den Vierwaldstättersee und das Bergpanorama. Die Anlage umfasst im Gartengelände die schlossähnliche Villa «Vicovaro», ein Ökonomiegebäude, ein Pförtnerhaus sowie eine künstliche Torruine, verschiedene Marmorskulpturen und eine Grotte. Der Park, die Villa und die Nebengebäude sind auf der Liste der Kulturgüter in Luzern als national bedeutend vermerkt. 

## Geschichte und Nutzung
Eleonora Cenci, Fürstin von Vicovaro, (geb. Lorillard Spencer) erwarb das Grundstück 1890 und liess es 1890 bis 1891 nach Plänen des Architekten Edward Heweston als Englischen Landschaftsgarten bebauen.
1923 wurde das Anwesen an das Ehepaar Kiefer-Hablitzel verkauft. Diese vermachten es später der Stadt Luzern, welche die Gebäude ab 1952 als Konservatorium nutzten (ab 1999 Teil der Hochschule Luzern – Musik).
Im Sommer 2020 zog die Musikhochschule aus dem Dreilindenpark in den Neubau beim «Südpol» in Kriens. Bis die Umzonung des Gebiets für die zukünftige Nutzung beschlossene Sache ist, führt die Musikschule der Stadt Luzern in der Villa und im Ökonomiegebäude Vorspiele und Konzerte durch. Im Pförtnerhaus sind die Orchesterbüros der Festival Strings Lucerne, einem weltweit auftretenden Kammerorchester, angesiedelt.
Im November 2023 gab die Stadt Luzern bekannt, das Projekt «Skulpturenpark» (dem Sieger des Wettbewerbs für die zukünftige Nutzung) nicht weiter zu verfolgen und die Umzonung somit auch nicht durchzuführen. Bis zu einer Neuausschreibung werden die Gebäude wie bis anhin von der städtischen Musikschule und den Festival Strings Lucerne genutzt.

## Gebäude
Das erste Gebäude im Dreilindenpark war 1890 das Pförtnerhaus (Gärtnerhaus). Die Villa als Haupthaus entstand von 1890 bis 1891. Das Ökonomiegebäude wurde als letztes Haus im Dreilindenpark 1897 erbaut. Alle drei Gebäude enthalten bäuerliche, bürgerliche und mittelalterliche Elemente.